# Richthofenia
Richthofenia è un genere estinto di Brachiopodi appartenente alla famiglia Richthofeniidae.
Sono fossili guida dei depositi marini del Permiano (periodo che ebbe inizio 286 milioni di anni fa e durò 41 milioni di anni). La conchiglia, inequivalve, è molto tipica e presenta una forma aberrante, estremamente adattata alla vita di scogliera. La valva peduncolare (ventrale) conica, molto sviluppata, era cementata alla base e ancorata al substrato roccioso per mezzo di spine rizoidi (a forma di radici). La valva brachiale (dorsale), invece, ha forma opercolare, generalmente ben inserita nel cono della valva peduncolare e presenta, sulla superficie interna, le impronte dei muscoli dorsali adduttori a forma dendritica. La struttura del guscio risulta piuttosto complessa ed è costituita da tre strati: uno esterno compatto, uno intermedio di aspetto vescicoloso e uno interno che corrisponde a quello tipico degli altri Brachiopodi. I denti del sistema articolare sono situati sulla valva brachiale, mentre le corrispondenti cavità di alloggio si trovano sulla valva peduncolare. Questo genere rappresenta un tipico caso di convergenza morfologica con i Coralli e con le Rudiste (le Hippuritacea ad esempio), fenomeno da attribuire al fatto che tutti questi organismi colonizzavano ambienti marini simili, tipici dei domini tropicali e subtropicali.
I fossili del Permiano sono comuni e sono stati rinvenuti principalmente in Armenia, Azerbaigian, Cambogia, Cina, Iran, Pakistan e Russia. Un esemplare cinese di Guangxi è datato del Carbonifero.